# Trzy Doliny
Trzy Doliny (fr. Les Trois Vallées) – obszar narciarski znajdujący się w Parku Narodowym Vanoise w Sabaudii we Francji, obejmujący największa łączną długość tras narciarskich dostępnych bez zdejmowania nart na świecie. Znajduje się tam 335 tras (w tym 33 czarnych, 119 czerwonych, 135 niebieskich i 48 zielonych) o łącznej długości ponad 600 km oraz 183 wyciągi zdolne w ciągu godziny przetransportować 260 tys. ludzi. Różnica poziomów wynosi 2620 metrów. Dodatkowo istnieje około 120 km tras biegowych.
Jak wynika z nazwy obszar początkowo składał się z trzech dolin: Saint-Bon, Allues i Belleville. Ten obszar został rozszerzony o dolinę Maurienne. Następujące ośrodki narciarskie znajdują się w tym terenie:
| Dolina     | Ośrodek                    | Utworzono | Poziomy (m) |
| ---------- | -------------------------- | --------- | ----------- |
| Saint-Bon  | Courchevel                 | 1946      | 1300–2738   |
| Saint-Bon  | la Tania                   | 1990      | 1400–2305   |
| Allues     | Méribel                    | 1939      | 1400–2952   |
| Allues     | Brides-les-Bains           | 1992      | 600–1450    |
| Belleville | Val Thorens                | 1972      | 2300–3200   |
| Belleville | Les Menuires               | 1964      | 1850–2850   |
| Belleville | Saint-Martin-de-Belleville | 1983      | 1400–2434   |
| Maurienne  | Orelle                     | 1996      | 900–3230    |